# Discografico
Nel mondo musicale, e in particolar modo in quello della popular music, un discografico è una persona che fonda o acquisisce una casa discografica o che ci lavora all'interno per professione (ad esempio come direttore artistico o direttore alle vendite).

## Storia
È una figura imprenditoriale/professionale che si è diffusa in Italia nel secondo dopoguerra: prima i dischi in Italia venivano pubblicati quasi esclusivamente dall'EIAR, il vecchio nome della Rai; una delle poche eccezioni fu la VCM, l'antico nome della EMI in Italia.
La prima casa discografica italiana fu fondata a Napoli nel 1901 da Raffaele Esposito un cultore della canzone Napoletana che assieme ai figli Amerigo e Vincenzo la chiamarono Compagnia Fonografica Napoletana (Carmelo PIttari "Storia della Canzone Napoletana dalle origini all'epoca d'oro) poi successivamente nel 1912: ci fu la Società Nazionale del Grammofono, creata da Alfredo Bossi.
In molti casi i discografici italiani, specialmente negli anni sessanta e '70, sono stati responsabili della scoperta e del lancio di figure artistiche di primo piano; tra quelli più rilevanti ricordiamo:
- Nanni Ricordi (cofondatore e direttore artistico della Dischi Ricordi, direttore artistico della RCA Italiana e poi cofondatore dell'Ultima Spiaggia)
- Ennio Melis (amministratore delegato e direttore della RCA Italiana)
- Carlo Alberto Rossi (cofondatore dell'Ariston, e fondatore della CAR Juke Box)
- Alfredo Rossi (cofondatore dell'Ariston con il fratello)
- Armando Sciascia (fondatore della Vedette)
- Alberto Carisch (fondatore della Carisch e cofondatore della Ri-Fi)
- Francesco Anselmo (direttore artistico della Vedette)
- Vincenzo Micocci (direttore artistico della RCA Italiana e poi della Dischi Ricordi, e cofondatore della Parade prima e poi della It)
- Antonio Casetta (fondatore della Bluebell e poi della Produttori Associati)
- Luigi Piergiovanni, General Manager della Interbeat (www.interbeat.it) dal 1979 – Per due anni ha fatto parte del direttivo dell'A.F.I. – Per tre anni selezionatore per Lazio ed Umbria dell'Accademia di Sanremo
- Gaetano Pulvirenti (cofondatore della Karim, e fondatore e direttore della Ariel e della Roman Record Company)
- Giovanni Fischietti (cofondatore della Karim)
- Alain Trossat (direttore artistico della Polydor e della Philips)
- Franco Crepax (cofondatore e direttore artistico della Dischi Ricordi, poi direttore artistico della CGD)
- Alessandro Colombini (cofondatore della Numero Uno, e poi della Spaghetti Records)
- Ferruccio Ricordi (fondatore e direttore della CGD ceduta successivamente a Ladislao Sugar)
- Ladislao Sugar (successo a Ferruccio Ricordi nella direzione della CGD e della CBS italiana, incarichi ai quali affiancherà il figlio Piero, che gli succederà al momento del suo ritiro)
- Giovanni Battista Ansoldi (cofondatore e direttore della Ri-Fi, incarichi ai quali affiancherà il figlio Tonino, che gli succederà al momento del suo ritiro).
- Davide Matalon (fondatore e direttore della Italdisc e poi della Ducale).
- La cantante Mina (fondatrice insieme al padre della PDU)

Spesso il discografico è anche responsabile delle produzioni musicali, e si occupa in prima persona della realizzazione e della gestione degli studi di registrazione (fu Melis, ad esempio, a ideare e realizzare i celebri studi della RCA, al km 12 della via Tiburtina a Roma, mentre Casetta realizzò negli anni '70 gli Stone Castle Studios), segno questo che, in quel periodo, l'industria discografica aveva ancora una dimensione per certi versi artigianale.
Con il dilagare delle multinazionali, che hanno portato o alla scomparsa o all'assorbimento delle case discografiche italiane, anche la figura del discografico si è ridimensionata, perdendo potere decisionale e rilevanza.

Oggigiorno sono rimaste solo le etichette discografiche indipendenti a portare avanti un discorso più legato al fattore artistico che non a quello esclusivamente economico: tra queste vi sono aziende dirette da personaggi ormai "storici", attivi nel mondo discografico da più di trent'anni, come il torinese Giulio Tedeschi (Toast Records) e la generazione a seguire come il fiorentino Matteo Silva (Amiata Records).

## Il lavoro del discografico
Al discografico spetta il compito della ricerca o dell'individuazione di uno o più artisti che possiedono le caratteristiche (artistiche e tecniche) di cui si ha bisogno per l'interpretazione di una particolare e specifica opera musicale. Importante è anche il suo lavoro con l'artista stesso: non solo si occupa di migliorare le sue doti naturali, ma anche della ricerca di brani adatti al suo stile e alla sua interpretazione. In questa fase è fondamentale il saper sfruttare l'occasione per trovare l'artista giusto e proporlo, studiando al meglio il gusto del pubblico a cui pensa di rivolgersi. Un'altra cosa fondamentale è il contatto con figure importanti dell'industria musicale, ovvero l'autore e l'editore, a cui richiede canzoni già pronte o canzoni da scrivere, che siano adatte all'artista in questione.
Dopo aver individuato l'artista, si procede con la proposta di un contratto discografico, un accordo che prevede l'impegno da entrambe le parti a rispettarne i contenuti: da un lato il discografico deve impegnarsi a pubblicare un preciso numero di ''registrazioni'' in un periodo di tempo prestabilito, occupandosi anche di tutti i costi di registrazione, produzione e stampa (il discografico investe sempre a proprie spese sui progetti); dall'altro lato l'artista si impegna a prestare, nei tempi e nelle modalità prestabilite, le proprie prestazioni tecniche per la registrazione.
Successivamente si procede alla definizione dei luoghi e dei tempi di realizzazione del progetto, dopo aver ricercato, individuato ed ingaggiato un team di lavoro. Il team comprende tutto lo staff artistico e tecnico, con musicisti e arrangiatori e si procede alla registrazione del master (registrazione originale), considerata la parte più creativa del progetto.
Dopo la creazione del master il discografico si occuperà sia della stampa del CD, sia della sua distribuzione, dialogando con tutti i mezzi di comunicazione e di fruizione musicale (radio, tv, riviste di settore, piattaforme streaming...).